# Nizami Aruzi
Nizami Aruzi (persiska: نظامی عروضی), var en persisk ämbetsman, poet, författare verksam på 1100-talet i nuvarande Afghanistan. Nizami Aruzi föddes i Samarkand och verkade som hovförfattare under den ghuridiska dynastin i mer än fyrtiofem år. Han betraktas som en av den klassiska persiska litteraturens främsta prosaförfattare. 
Nizami Aruzi är berömd för sitt verk Chahâr Maqâla ("Fyra skrifter", persiska: چهار مقاله) där han redogör för de fyra olika yrkesklasser, eller ämbetsmän, som varje upplyst härskare enligt honom står i behov av: skrivare, poeter, astronomer och läkare. Detta verk är särskilt omtyckt för hans charmerande biografiska skildringar av poeterna Omar Khayyam och Ferdousi och vetenskapsmännen Avicenna, Razi och Biruni. Chahâr maqâla är översatt till svenska av Ashk Dahlén.
Av Nizami Aruzis poesi finns inte mer än några fragment bevarade. Nizami Aruzi skall inte förväxlas med den mer berömde Nizami Ganjavi.
Nizami Aruzi har utgjort en förebild för flera senare författare, inte minst i modern tid. Mohammad Taqi Bahar (d. 1951) hyllade honom för hans otvungna och lediga stil.

## Nizami Aruzi i översättning
- Fyra skrifter, inledning, översättning och kommentarer av Ashk Dahlén, Stockholm: Bokförlaget Atlantis, 2010. (svenska)
- The four discourses of Nizami-i-ʻArudi of Samarqand, followed by an abridged translation of Mirza Muhammad's notes to the Persian text by Edward G. Browne, London, 1921. (engelska)
- Les quatre discours, traduit du persan par Isabelle de Gastines, Paris, 1968. (franska)
- "Persisk litteratur", Orientalisk diktning, innehåller ett litet urval ur Chahar maqala i översättning av Bo Utas, Stockholm, 1970. (svenska)

## Om Nizami Aruzi på svenska
- Ashk Dahlén, Diktare och mecenater i medeltidens Persien, Aorta: journal för retrogardistisk kultur, Göteborg, 2009. (Denna artikel diskuterar bl.a. Nizami Aruzis poetik)